# Motocicletas Kurazai

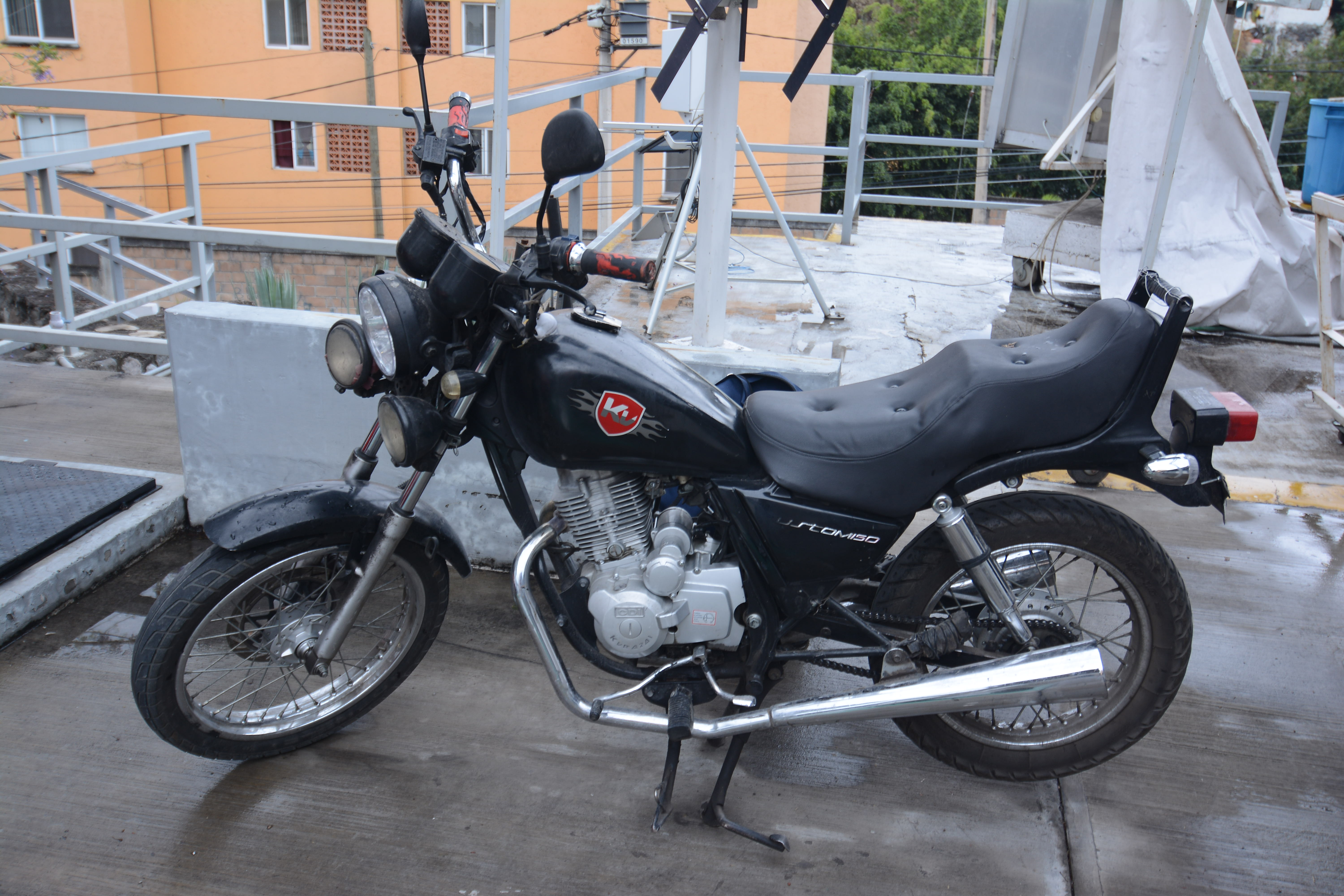
Kurazai Custom

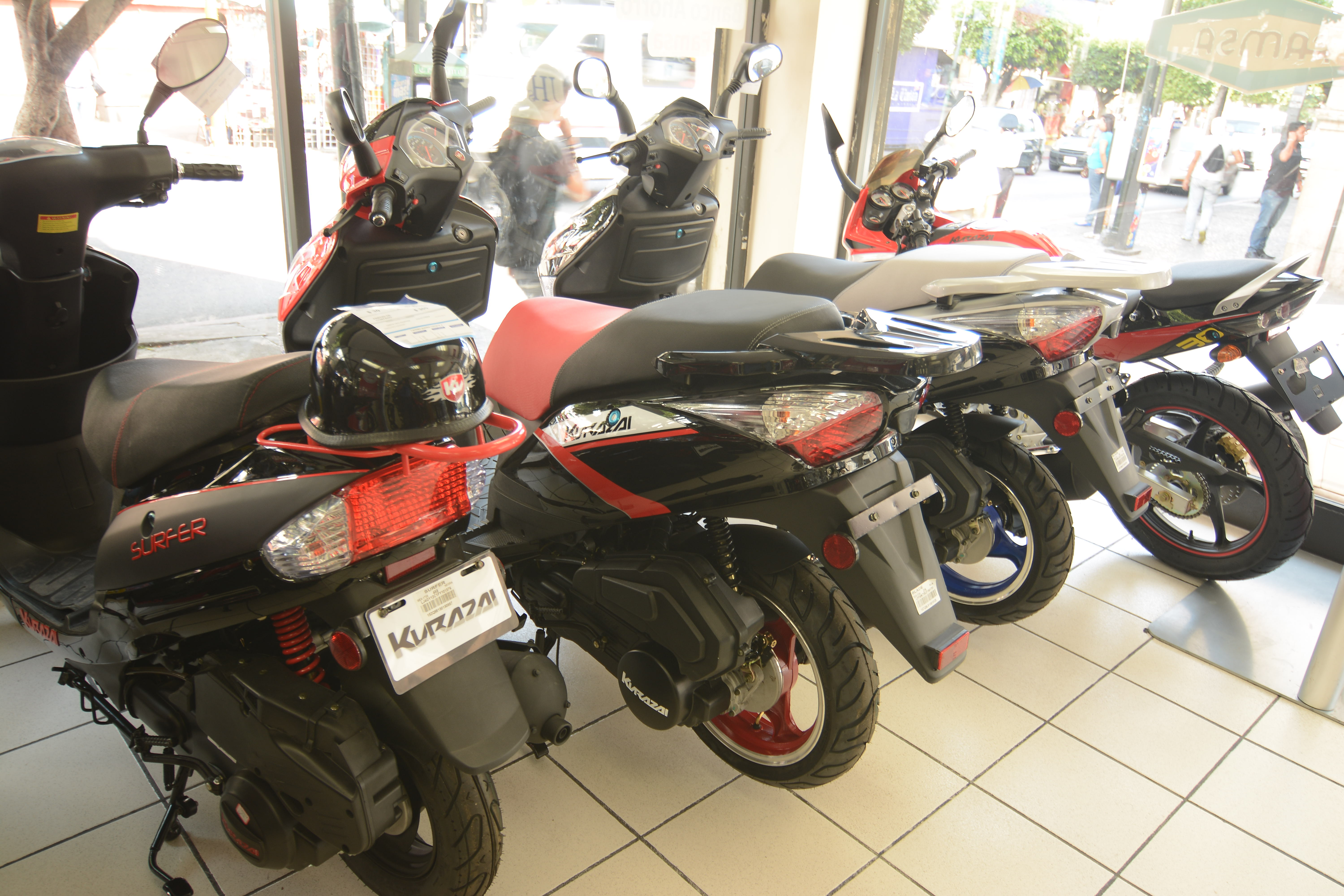
Varias motonetas Kurazai

Motocicletas Kurazai, fue una marca mexicana de motocicletas fabricadas por el Grupo Islo–Carabela, en exclusiva para su distribución en tiendas del Grupo Famsa, con diseños de tecnología japonesa, partes japonesas, uruguayas, italianas, etc. y ensambladas en México. Su cuota del mercado, por unidades vendidas en el año 2014, se estima superior al 5% del total nacional de todo México, solo superado por Italika que mantiene el 70% nacional y las importaciones de la India (principalmente Bajaj) con el 10,2% total del mercado.
Eliminada del mercado mexicano en 2023, luego de la desaparición de Grupo Famsa, debido a que era dependiente de la misma, contó con más 355 centros de distribución y 450 centros de servicio autorizado en toda la República Mexicana.

## Modelos[3]

### Yakuza[4]
- Clase: Deportiva
- Transmisión: 5 Velocidades, final a cadena
- Motor: monocilíndrico 4 Tiempos enfriado por aire
- Cilindrada de 200 cc
- Chasis: Doble cuna
- Suspensión delantera: Horquilla
- Suspensión trasera: Doble brazo/1 amortiguador
- Frenos: delantero y trasero de disco ventilado
- Batería: 12 V

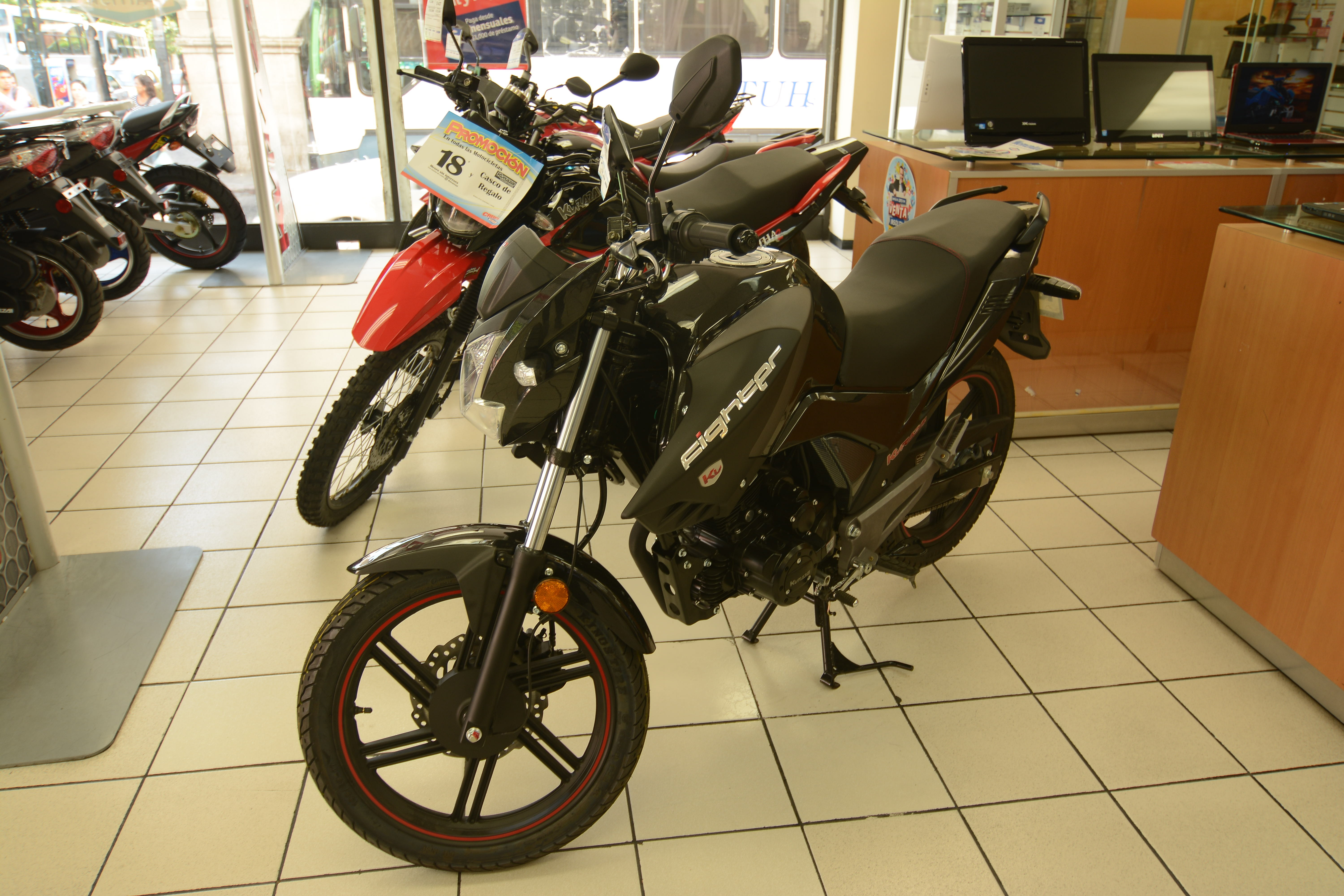
Motocicleta tipo Naked Kurazai Fighter 2015

- Rendimiento de combustible: 25 km/l
- Capacidad de combustible: 12 l
- Peso: 125 kg
- Velocidad: Máxima: 110 km/h (recomendada: 90 km/h)

### Fighter[4]
- Clase: Naked
- Potencia: 14HP @ 8.500rpm
- Peso:125 kg
- Transmisión: 5 velocidades
- Rendimiento de combustible: 25 km/l
- Capacidad tanque combustible 15 litros
- Velocidad sugerida: 110 km/h
- Freno delantero y trasero: Disco ventilado
- Medidas (largo x ancho x alto) 2,09 x 0,79 m x 1,17 m.
- Tipo motor Monocilíndrico 4 tiempos enfriado por aire.

### Chopper bulldog
- Motor a 4 tiempos
- Clase: Chopper
- Arranque de llave y patada
- Transmisión Estándar 5 Velocidades
- Freno delantero de disco y Freno trasero de tambor
- Rendimiento de combustible: 28 km/l
- Tanque de 10 l
- Peso: 135 kg
- Carga máxima: 150 kg
- Velocidad máxima: 110 km/h recomendada 90 km/h[4]

### Bulldog[4]
- Clase: Chopper

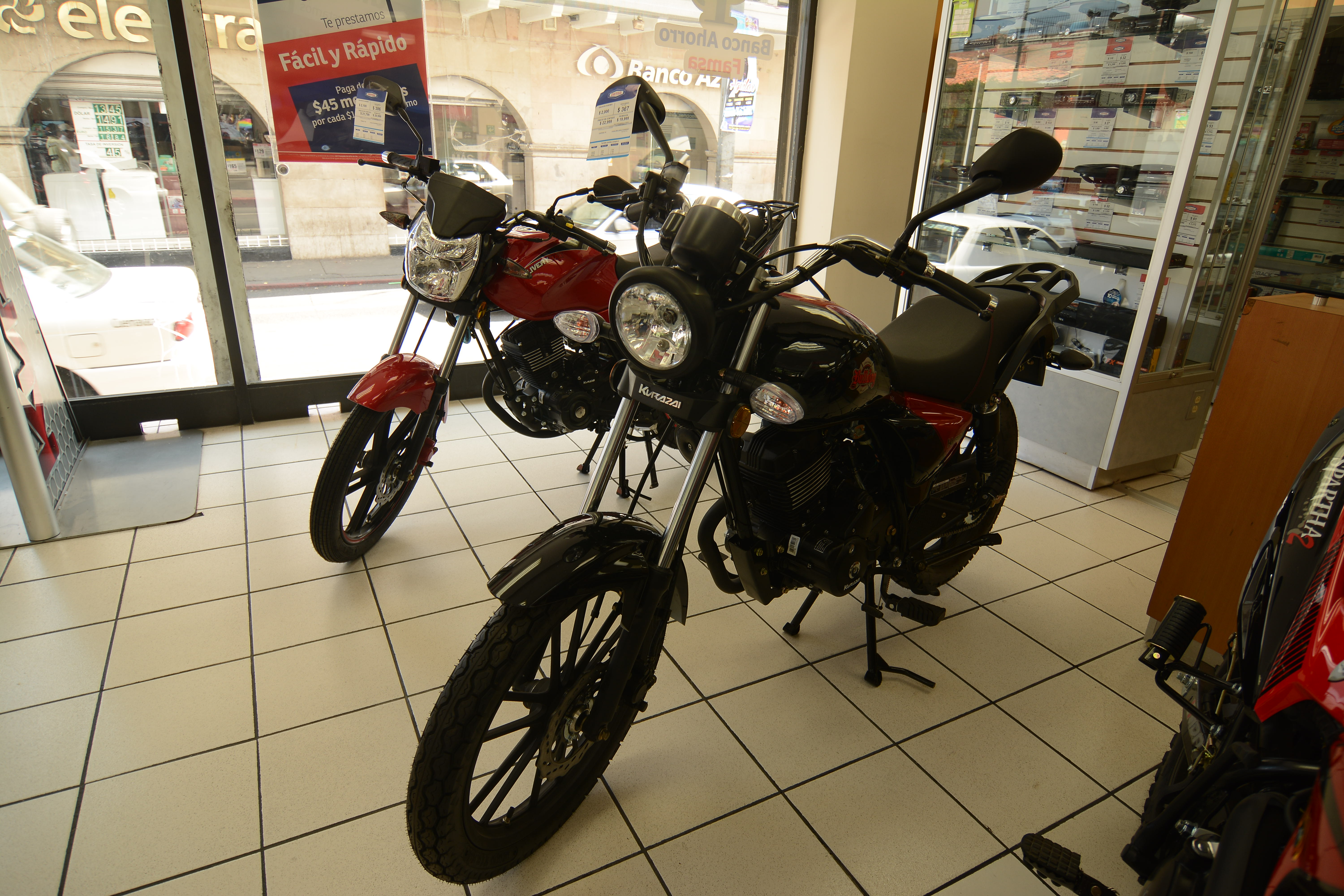
Kurazai Bulldog 2015

- Transmisión: Estándar de 5 velocidades
- Motor: Monocilíndrico de 4 tiempos, enfriado por aire
- Arranque: De llave y patada
- Cilindrada: 170 cc
- Chasis: Doble cuna
- Suspensión Delantera: Horquilla
- Suspensión Trasera: Doble amortiguador
- Freno Delantero: Disco Ventilado
- Freno Trasero: Mecánico por expansión (Tambor)
- Batería: 12 V
- Rendimiento de combustible: 44k m/l
- Depósito de combustible: 15,2 l
- Potencia: 14.4HP @ a 9000 rpm
- Velocidad máxima: 140 km/h (recomendada: 120 km/h)
- Peso: 129 kg (sin fluidos), 140,5 kg (tanque lleno)

### Dlivery Max

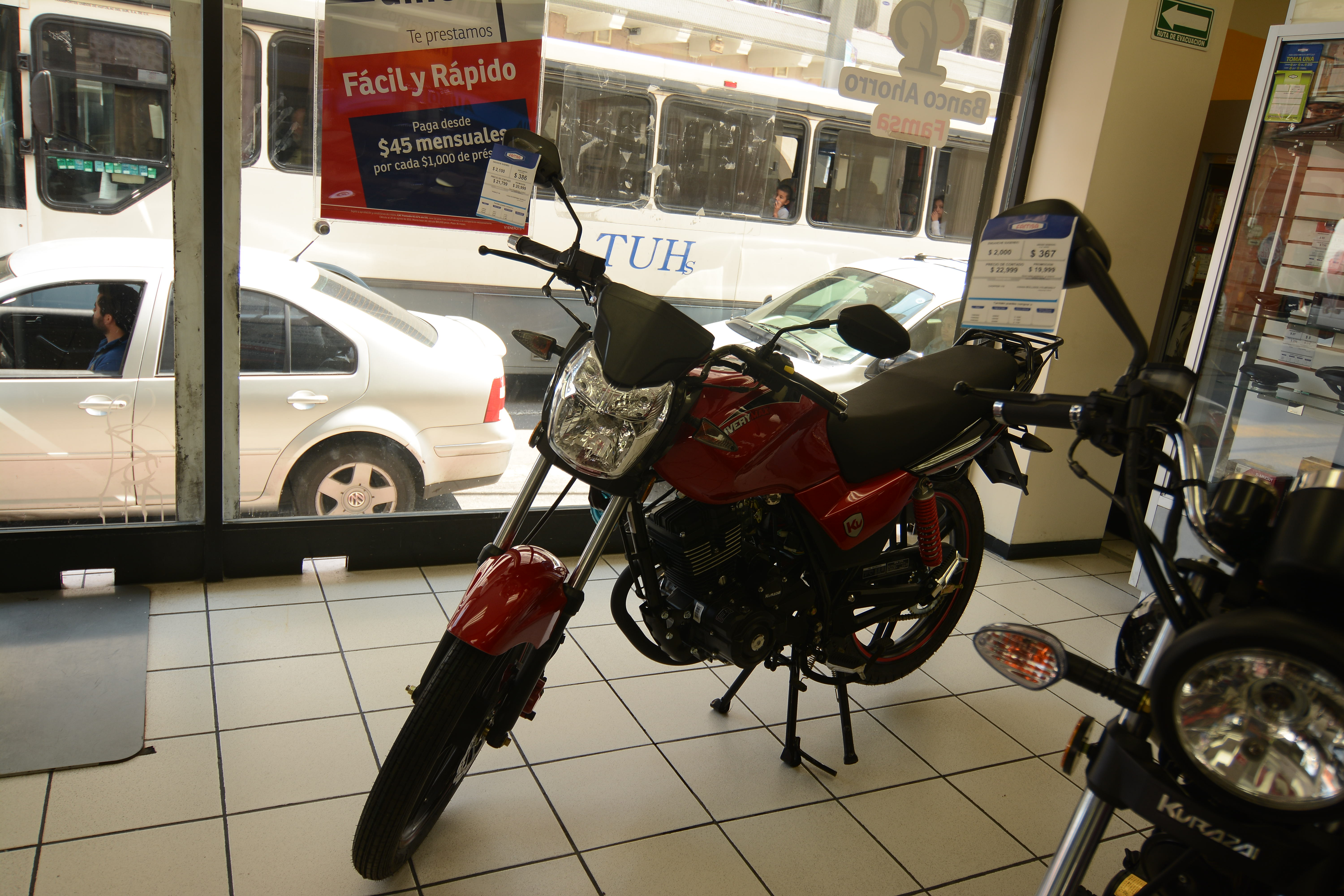
Kurazai Dlivery modelo 2015

- Trasmisión estándar de 5 velocidades
- Motor: monocilíndrico de 4 tiempos
- Cilindrada: 150 cc
- Rendimiento: 38 km/l
- Gasolina Premium, tanque con capacidad de 14,5 litros
- Freno delantero de disco ventilado
- Freno trasero mecánico por expansión.
- Carga máxima de 150 kg

### Spartha[4]
- Clase: doble propósito
- Cilindrada: 200cc [175 cc]

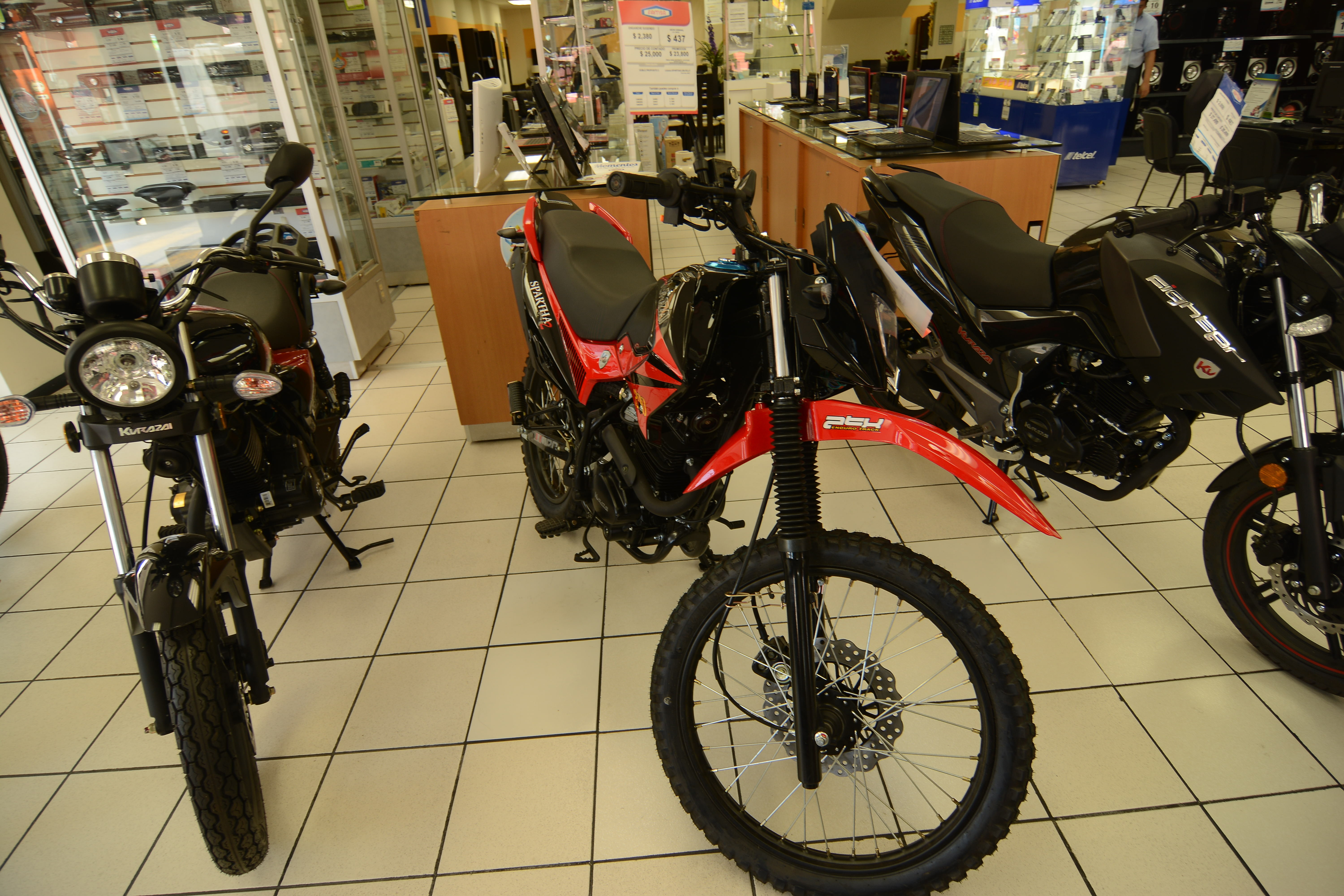
Kurazai Spartha2 2015

- Transmisión estándar 5 velocidades
- Arranque de llave y patada
- Freno delantero de disco y  trasero de tambor
- Chasis: Doble cuna, acero
- Suspensión delantera: Horquilla
- Suspensión trasera: Doble brazo/1 amortiguador
- Carga máxima: 180 kg
- Rendimiento: 38 km/L
- Capacidad en tanque: 8,5 L
- Velocidad recomendada: 110 km/h
- Velocidad máxima + de 120 km/h[5]
- Peso: 125 kg

### Bobcat[4]
- Clase: doble propósito
- Transmisión: 5 velocidades
- Motor: 4 tiempos, 9,6 HP, enfriado por aire
- Cilindrada: 125 CC
- Frenos: delantero y trasero de disco ventilado
- Chasis: cuna simple, acero
- Suspensión delantera: horquilla invertida
- Suspensión trasera: doble brazo/1 amortiguador
- Batería: 12 V
- Rendimiento: 38 km/L
- Capacidad de combustible: 6 L

### Classic Edition
- Transmisión estándar 5 velocidades
- Arranque de llave y patada
- Freno delantero y trasero de tambor
- Carga máxima: 95 kg
- Rendimiento: 38 km/L
- Capacidad en tanque: 11 L
- Velocidad recomendada: 60 km/h
- Peso: 95 kg
- Velocidad máxima : 70 km/h
- Motor 125cc

### Partner
- Potencia 9,6 Hp @ 8500 RPM
- Tipo de motor: 4 Tiempos Transmisión: 5 Velocidades
- Velocidad máxima: 100 km/h
- Peso: 95 kg Carga máxima: 95 kg
- Cilindrada: 150 CC
- Llanta delantera: 2,75-18 a 2 bar
- Llanta trasera: 3,00-18 a 2 bar
- Rendimiento: 38 km/L

### Galaxy
- Motor 110cc
- Potencia 7,5 HP 8000 RPM
- Rinde 45 km/L - Gasolina Premium
- Transmisión semiautomática
- Arranque de llave y patada

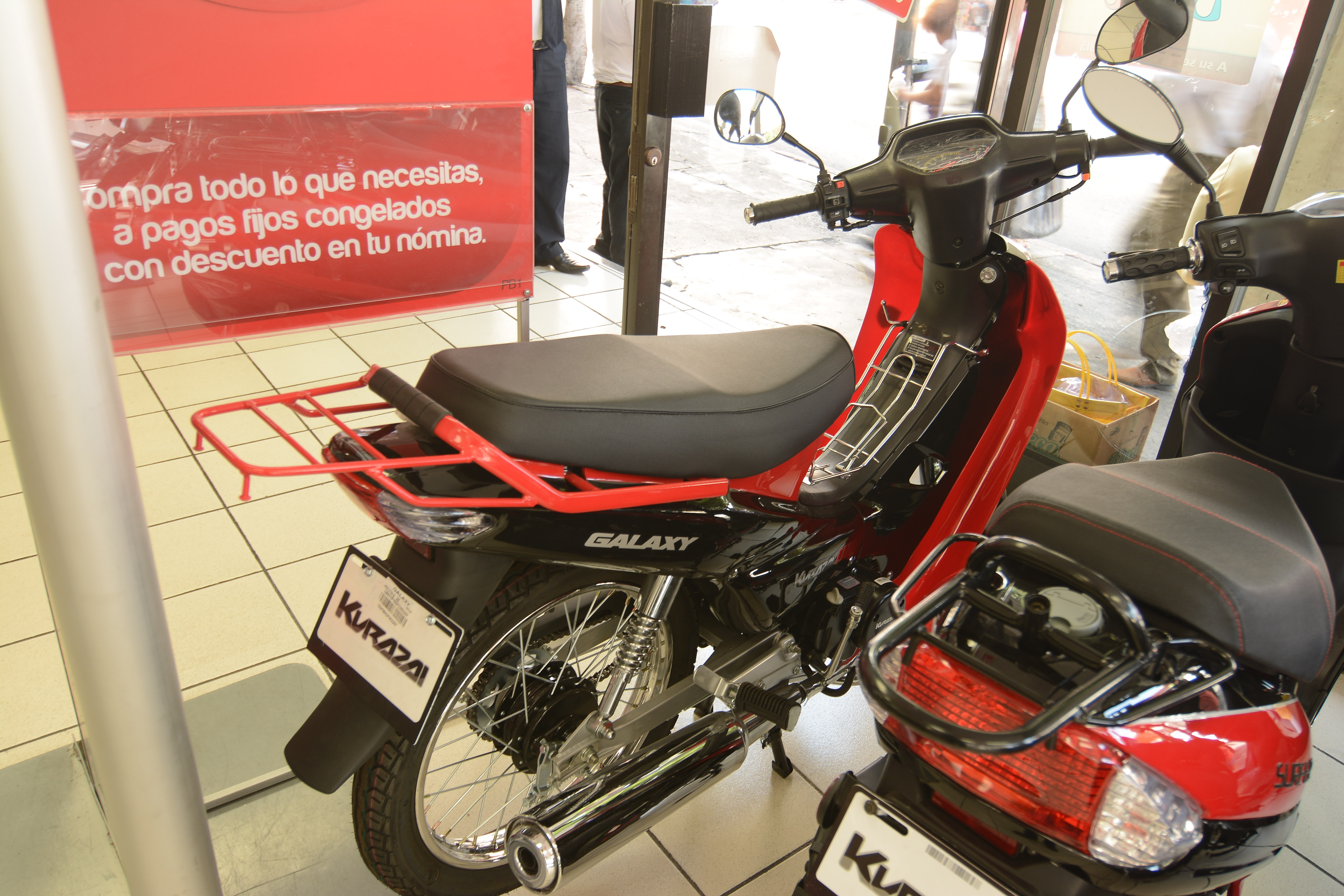
Motocicleta Kurazai Galaxy 2015

- Freno delantero y trasero de tambor
- Carga máxima: 150 kg
- Capacidad en tanque: 4 L
- Color disponible     Plata y Rojo
- Velocidad recomendada: 80 km/h
- Velocidad Max 109 km/h
- Peso 110 kilos

### Blade Scooter
- Motor: monocilíndrico, 4 tiempos enfriado por aire.
- Cilindrada: 150 cc
- Potencia: 10,74 hp a 8000 rpm
- Encendido: electrónica CDI
- Sistema eléctrico: 12 V
- Embrague: automático centrífugo
- Arranque: eléctrico y patada
- Transmisión: automática
- Peso: 110 kg

### V3
- Motor 90 cc 4 Tiempos
- Rinde 35 km/L - Gasolina Premium
- Arranque de llave y patada
- Transmisión automática
- Freno delantero y trasero de tambor
- Carga máxima: 102 kg
- Capacidad en tanque: 6 L
- Velocidad recomendada: 70 km/h

### Surfer
- Motor 124.5cc
- Transmisión: automática por variador de velocidad
- Rendimiento 25 kilómetros
- Velocidad Max 80 km/h
- Altura 1,06m
- Capacidad de combustible 5,5 litros
- Arranque: eléctrico y de patada
- Freno delantero: mecánico de expansión
- Freno trasero: mecánico de expansión
- Potencia: 9 hp a 8000 rpm
- Peso: 90

### Raptor Cuatrimoto
- Clase: cuatrimoto
- Transmisión automática
- Arranque de llave y patada
- Freno delantero y trasero de disco
- Carga máxima: 155 kg
- Capacidad de tanque 7,5 L
- Velocidad recomendada: 40 km/h
- Peso: 135 kg

### Rex Cuatrimoto
- Rinde 38 km/L - Gasolina Premium
- Motor de 90 cc 1c, 4t, 6 cv
- Arranque de llave y patada
- Transmisión automática CVT
- Freno delantero de disco
- Freno trasero de tambor
- Tanque de 3 L
- Peso: 75 kg[6]